# 陈氏竹节虫
陈氏竹节虫 （英語：Phobaeticus chani）是竹节虫的一种。它是世界上目前发现长度第二最长的昆虫，第一最长的是2016年发现的Phryganistria chinensis。一个长度为567 mm (22.3 in)。的样本储存在伦敦自然历史博物馆。这个长度包括前肢完全展开。单是身体的长度为357 mm (14.1 in)。
得名于马来西亚业余爱好自然学家Datuk Chan Chew Lun, 目前已知的只有六个样本，全部来自婆罗洲的沙巴。其生物特性不为人知，通俗报道猜测这种昆虫生活在热带雨林的树冠层，所以才那么难以寻找。不过这种说法并没有得到证实，并且同属类昆虫 Phobaeticus kirbyi 通常在热带雨林的沿路低层植物中找到。
陈氏竹节虫在2008年被亚利桑那州大学的物种考察国际研究所以及一个国际生物分类学委员会评选为“排名前十的新物种”。它也被BBC电视纪录片Decade of Discovery列为十年间的前十发现物种之一，在2010年12月14日首次播出。